# پشتونوالی
پَشتونوالی (به پشتو: پښتونوالی و نیز: پختونوالی) نظام و سنت رفتاری قبیله‌ای در میان پشتون‌ها است. پشتون‌ها ساکن در افغانستان و پاکستان هستند.
پشتونوالی (به فارسی پشتون‌گری) حکم قانون اساسی پشتون‌ها را دارد و موضوع آن بیشتر مربوط به پاسداری از خانواده، طایفه، ملت و آبرو است.
قوانین پشتونوالی بسیار قدیمی هستند و از سنت‌های کهن قبیله‌ای پیش از اسلام ریشه می‌گیرند. قوانین آن به‌ویژه کین‌خواهی و خون‌خواهی از جمله قوانین باستانی جوامع ایلی باستان است.
قواعد پشتونوالی برای پشتون‌ها حکم می‌کند که چه رفتاری «آبرومندانه» و «شرافتمندانه» است و چه رفتاری چنین نیست. این احکام تقریباً همهٔ زندگی پشتون‌ها را تحت نفوذ خود دارد و پیروی از پشتونوالی به عنوان شناسهٔ قومی حتی از گویشور بودن به زبان پشتو اهمیت بیشتری دارد.

## کین‌خواهی
قانون کین‌خواهی (به پشتو: بَدَل) قانون قصاص است. این قانون برای نمونه حکم می‌کند که پسر باید قاتل پدر خود را بکشد. در بسیاری حالات مادر پافشاری می‌کند که پسرش باید انتقام پدر خود را بگیرد. در غیر این‌صورت او (مادر) پسر خود را (عاق) خواهد کرد و او سرافگنده خواهد شد. اگر قاتل به مرگ طبیعی بمیرد، به جای او پسر یا برادر یا عموی وی باید کشته شود.

## پناه
هر فرد پشتون موظف است که به کسی که به او و خانه‌اش پناه آورده است سرپناه بدهد و از پناه‌گزین با تمام نیرو مهمان‌نوازی کند.

## پشتونوالی و اسلام
بیشتر مردم پشتون قوانین پشتونوالی و شریعت اسلامی را یگانه یا هم‌سو می‌پندارند ولی علمای اسلامی تفاوت‌های زیادی میان این دو می‌بینند. این بدان مفهوم است که قوانین شریعت و قوانین پشتون والی را مساوی و برابر می‌بینند. بسیار از مردمان پشتو زبان گویند که در زمان فتوحات مسلمانان پشتونها نصف قوانین شریعی را قبول نموده نصف به قوانین خود مراعات می‌نمایند. کسی که از جنگ فرار کرده باشد حق دوباره برگشتن را در خانه ندارد.

## مفاهیم مهم در پشتونوالی
واژه‌های پشتون در پرانتز آمده است:
- مهمان‌نوازی (ملمستیا)
- داشتن محافظ (بدرقه)
- برابری (شریکی)
- شورا (جـِرگه)
- نشست کوچک برای مشورت (مرکه)
- شورای بزرگ (لویه جرگه)
- شورای ریش‌سپیدان (مشرانو جرگه)
- حق مالکیت (زار)
- حق پناهجویی (پنا)
- قوه قضائیه (وُلسی جرگه)
- قوه مجریه (زالْوِختی)
- جنگندگان قبیله (لشکر)
- چهلگانی، گروه مسلحی که از هر چهل مرد قبیله یک‌نفر باید در آن شرکت کند تا مصوبات شورا را به اجرا بگذارد (څلویښتی)
- مردانگی در نبرد (توره)
- حراست از حریم (ناموس، پرده، شرم)
- استقلال (خپلواکی)
- اجبار دختران به ازدواج برای حل دعواهای قبیله‌ای (سواره)

مفهوم کلیدی و اساسی در نظام پشتونوالی مفهوم ننگ است. ننگ در زبان پشتو در معنی قدیم خود در زبان‌های ایرانی یعنی در معنای شرف به‌کار می‌رود. فردی که «شرف و آبرو» برای گروه خود بیاورد باننگ و ستودنی است و فردی که با عدم رعایت قوانین سخت پشتونوالی شرافت گروه خود را لکه‌دار کند «بی‌ننگ» نامیده می‌شود که این بدترین توهین برای یک پشتون به‌شمار می‌آید.
مفهوم «ناموس» نیز جزئی از مفهوم ننگ به‌شمار می‌رود و هر مرد پشتون وظیفه دارد به‌ویژه زنان جوان ازدواج‌نکردهٔ خانواده را تحت کنترل شدید بگیرد تا از ارتباط جنسی او با دیگران جلوگیری بشود.
هراس از غیبت و «حرف مردم» نیز باعث می‌شود تا بسیاری از مردان ترجیح بدهند زنان و دختران خویش را برای اطمینان خانه‌نشین کنند. به این مفهوم در میان پشتون‌ها اصطلاحاً «پرده» گفته می‌شود.
اندرونی خانه‌ها برای غیرمحرم‌ها منطقه ممنوعه هستند و گسترهٔ اندرونی در میان گروه‌های گوناگون پشتون مانند کوه‌نشینان، دشت‌نشینان و کوچ‌گردان تفاوت‌هایی دارد.
غیرت، ننگ، ناموس، مهمان‌پذیری و شورا (جرگه) کلیدواژه‌های مفهوم پشتون‌گری هستند.
از مردان جوان انتظار می‌رود تا همیشه دست‌به‌اسلحه باشند و با کوچک‌ترین توهینی آماده جنگ و ستیز باشند. به این مفهوم توره (شمشیر) گفته می‌شود. از مردان سالمندتر انتظار می‌رود تا معقولانه عمل کنند و جوانان را آرام سازند. به این مفهوم در پشتو «عقل» گفته می‌شود.
هر مرد پشتون باید مردانگی و دلاوری خود را به صورتی انفرادی نشان داده و به اثبات برساند. این امر باعث شده تا نیروهای پشتون (و طالبان) روش جنگی شدیداً انفرادی داشته باشند.